# 豊隅左近将監
豊隅左近将監（とよずみさこんしょうげん/豊泉左近将監（とよいずみさこんしょうげん）、生誕不詳～1575年没）は16世紀の戦国大名北条氏の家臣。

## 生涯

### 北条氏の家臣から武蔵国金子郷の領主へ

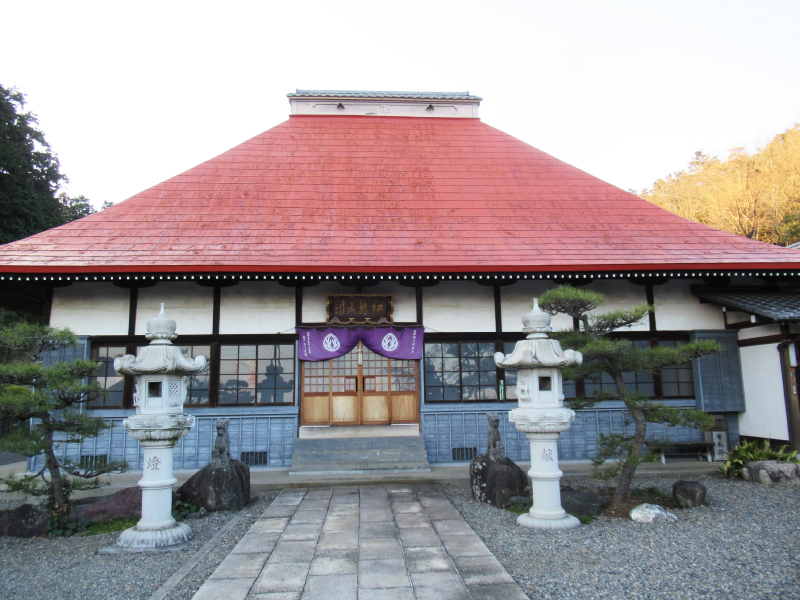
豊泉寺

15世紀末、伊勢宗端（後の北条早雲）が小田原に進出し、以後、北条氏が5代約100年に渡り関東での勢力を拡大した。豊隅左近将監は北条氏の家臣として関東における北条氏の勢力拡大を支えた後、北条氏の命によって八王子城に近い武蔵国金子郷（現在の埼玉県入間市）の領主となった。
その後、関東争乱の際に戦場の露と消え去った父母を慎むとともに、将兵の戦没を深く悲嘆し、その冥福を祈るため、天文元年（1532年）、金子郷に豊泉寺（ふせんじ）を創建したと伝えられている。
天正18年（1590年）、石垣山一夜城の築城をはじめとする秀吉の小田原攻めにより北条氏は滅亡し、戦国時代の終焉を迎えることになった。

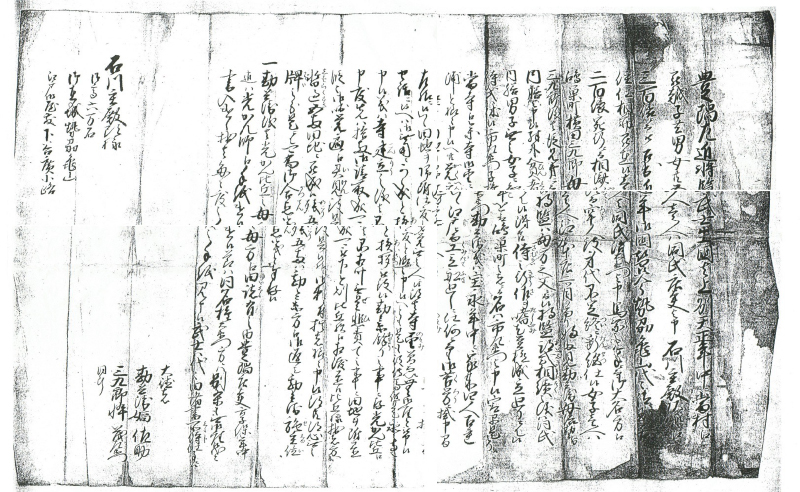
「道祖土家文書」由緒書

### 豊隅左近将監と子孫
豊泉寺の記念碑に豊隅左近将監（豊泉寺の記念碑には「豊泉左近将監」と刻まれている）について次の記録が残されている。
豊泉寺の記念碑に刻まれている内容によると豊隅左近将監は君主の小田原北条氏の命によって武蔵国金子郷の領主となり、関東争乱の際に戦場の露と消え去った父母を慎むとともに、将兵の戦没を深く悲嘆し、その冥福を祈るため、天文元年（1532年）金子郷に豊泉寺を創建した。豊泉寺は城館としての佇まいが残されており、豊隅左近将監はこの近くに居城や別荘として住んだと伝えられている。
豊隅左近将監についての古文書や記録が殆どなく、豊泉寺の記念碑の内容によると豊泉寺は寛保・延享の時代に火災に合い、豊隅左近将監についての古文書をはじめ、重要文化財も全部灰燼に帰し、史跡として何も伝えられてこなかった。その後、豊泉寺の記念碑に刻まれている内容を繋ぐ重要な記録が埼玉県重要文化財の「道祖土家古文書」に残されていることがわかり、豊隅左近将監の子孫から伊勢六万石大名の石川大名へ宛てた古文書の由緒書から豊隅左近将監や子孫を知ることができる。
豊隅左近将監の子孫から伊勢六万石大名の石川大名へ宛てた古文書の由緒書の内容によると豊隅左近将監の生国は上州。豊隅左近将監には長男の庄太夫、次男の治右衛門、そして長女、次女、更に内膳の市左衛門を含めて5人の子孫がいたと伝えられている。
北条氏の敗北後、豊隅左近将監の長男の庄太夫と次男の治右衛門は、北条氏と繋がりが深かった伊勢六万石大名の石川大名や伊勢に代々住居する大名を訪ねて伊勢に移ったと伝えられている。
石川大名に仕えた長男の庄太夫に三百俵、伊勢の大名に仕えた次男の治右衛門には二百俵が与えられ、庄太夫と治右衛門は伊勢国の大名の家臣として仕えたことが由緒書に残されている。
長女は武蔵国鴻巣宿石橋町の酒造家に嫁ぎ、子の横田三九郎の本名は横田盛英（酒造家八代目）、通称三九郎と呼ばれていた。
酒造家に生まれた横田三九郎は酒造を生業としていたが、若い時より俳諧を学んでいたことから、伊勢国の麦林舎中川乙由の門下となり、布袋庵の号が授けられたこともあり、江戸時代中期の名高い俳人となったと伝えられている。次女は帰多見勘兵衛の母であり、三九郎と勘兵衛は従兄弟であった。豊隅左近将監の内膳の市左衛門は養子であり、市左衛門の子が権右衛門であったことが記録に残されている。
古文書の由緒書によると豊隅左近将監の子孫の中には伊勢国に移り住んだ勘兵衛、三九郎に対し、武蔵国に住みついた勘兵衛、三九郎の母。武士をやめた内膳の市左衛門、市左衛門の子の権左衛門など様々であった。そして、市左衛門の子の権左衛門は北条氏と繋がりの深い武蔵国川島の豪農で代官の道祖土家から広大な土地を譲り受け、地主になったことが古文書の由緒書に残っている。
豊隅左近将監の子孫の住む地や生活は異なるが、古文書の由緒書の内容からも子孫同士が連絡をとっていたことがわかる。

## 家系
「道祖土家文書」由緒書より家系図作成

### 豊隅家
埼玉県重要文化財の「道祖土家古文書」由緒書によると、豊隅左近将監の子孫の権左衛門は北条氏と繋がりの深い武蔵国川島の豪農で代官でもあった道祖土氏より広大な土地を譲り受け、数人の家来を引き連れ地主として武蔵国川島に移り住んだことが記録に残されている。
「道祖土家古文書」由緒書には豊隅左近将監と記載されているが、川島の豊隅家に残る江戸初期から伝わる先祖の位牌には豊泉左近将監と記されており、豊隅家に残る記録から豊隅左近将監と豊泉左近将監とは同一人物であったことがわかる。川島の豊隅家は先祖代々より御屋敷と呼ばれ、御屋敷の意味である「武家屋敷」として受け継がれてきた。また、豊隅家は侍の象徴である刀や槍などの刀剣が先祖代々引き継がれ、400年以上に渡り豊隅左近将監の子孫の権左衛門やその子孫がこの地に住み続けてきた。　

### 近衛府と将監
豊隅左近将監の位は近衛府（このえのふ）である。平安時代の765年に授力衛を改めて設置された令外官（りょうげのかん）の一つで、左近衛府と右近衛府の二つが存在し、其々の長が近衛大将（左近衛大将と右近衛大将）である。左右衛門府、左右兵衛府を併せて「六衛府」と呼ばれていた。
豊隅左近将監の位の将監（しょうげん）とは、大将、中将、少将に次ぐ上位階級の侍であり、以下、将曹、府生、番長、近衛などの階級があった。将監には現場指揮官として護衛、警護の体制を組み立てる役割や裁判所や官庁内の取り締まりを意味する判官（はんじょう）の役割もあった。豊隅左近将監が現場指揮官だったのか、裁判官や判官だったのか不明だが、将監として組織や体制を司る重要な役割を担っていたと考えられる。